# James Kasting
James Fraser Kasting (nascido em 2 de janeiro de 1953) é um geocientista norte-americano e professor distinto de geociências na Penn State University.

## Carreira
Kasting está ativo na busca da NASA por planetas extrasolares habitáveis. Ele é considerado um líder mundial no campo da habitabilidade planetária, avaliando zonas habitáveis em torno de estrelas. Ele foi eleito membro da Academia Nacional de Ciências em 2018. Kasting também atua no Conselho Consultivo do METI (Messaging Extraterrestrial Intelligence).
Ele está interessado em evolução atmosférica, atmosferas planetárias e paleoclimas. Kasting escreve sobre a história geofísica e o status da Terra, com foco na atmosfera. Ele era bem conhecido entre os geólogos por sua ideia inovadora sobre o único feedback negativo de longo prazo para os dióxidos de carbono atmosféricos: o ciclo de sílica de carbono. Juntamente com seu aluno de doutorado Alex Pavlov, eles colocaram uma marca decisiva no nível de oxigênio pós-GOE (Grande Evento de Oxidação) superior a 1E-5 Nível Atmosférico Presente. De acordo com os cálculos de Kasting, os oceanos da Terra irão evaporar em cerca de um bilhão de anos, enquanto o Sol ainda é uma estrela da sequência principal. Esta data é muito anterior ao que se pensava anteriormente. Ele também considerou os critérios de habitabilidade de outros sistemas estelares e planetas. Um artigo de 1993 sobre zonas habitáveis foi particularmente decisivo para moldar o pensamento nesse campo.